# Герб Вигоди
Герб Вигоди — офіційний символ смт Вигода Івано-Франківської області. Затверджений 19 вересня 2017 року — на сесії селищної ради Вигоди проголосована символіка краю. Автор: Юрій Фреїв.

## Опис
На іспанському щиті, що традиційно використовується в українській геральдиці, біле небо, зелені гори, по центру розташована ялиця — багатство лісів Вигоди хрест-навхрест із залізничним полотном, що означає притаманні цій території вузькоколійне транспортування деревини і туристичний маршрут. Знизу вилоподібний хрест (Y-подібний), який символізує характерне географічне розташування Вигоди на з'єднанні двох річок, а також велику кількість джерел чистої води. У великому гербі щитотримачі — бойко та бойківчанка.

## Критика
Затверджений селищною радою проєкт не відповідає геральдичним нормам. У ньому порушено вимоги геральдичної колористики, а також безпідставно увінчано щит золотою міською короною.